# Paraeboria jeniseica
Paraeboria jeniseica là một loài nhện trong họ Linyphiidae.
Loài này thuộc chi Paraeboria. Paraeboria jeniseica được Kirill Yuryevich Eskov miêu tả năm 1981.